# Hank Shermann

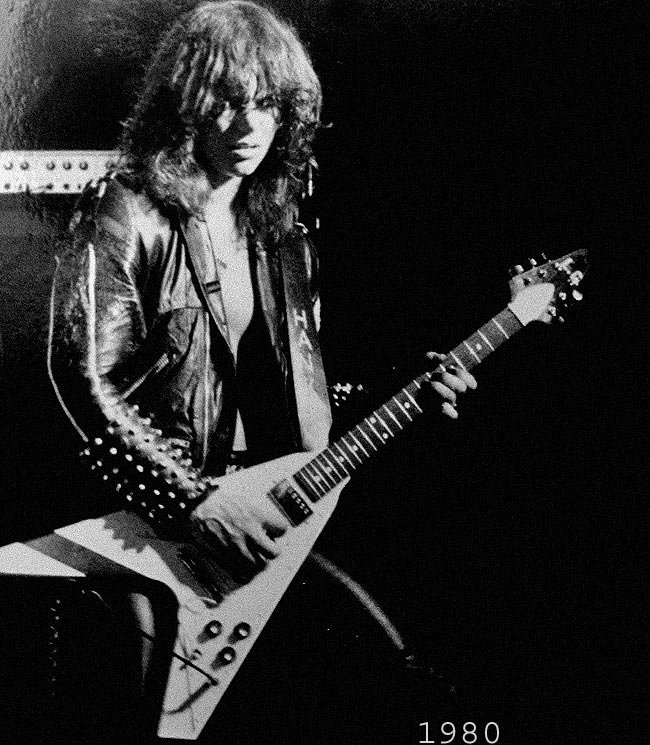
Hank Shermann in den 80er Jahren

Hank Shermann (* 11. Juli 1958, bürgerlich Rene Krolmark) ist ein dänischer Gitarrist. Bekannt wurde er mit der Band Mercyful Fate.

## Werdegang
Shermann war im März 1977 aus seiner Bewunderung des Kiss-Gitarristen Ace Frehley heraus fest entschlossen Gitarrist zu werden. In seiner ersten Band Brats, die im Mai 1978 entstand, nannte er sich noch Hank De Wank. Die Punk-Metal-Band Brats veröffentlichte 1980 ihr einziges Album 1980. Aus ihr wurde über den Umweg Danger Zone 1981 Mercyful Fate. Nach zwei Studioalben verließ Shermann die Band, nachdem es zwischen ihm und Sänger King Diamond zu Differenzen über die weitere musikalische Entwicklung gegeben hatte. Er schloss sich der Kopenhagener Formation Maxim, die gerade einen Gitarristen suchte, an. Aus der Bekanntheit von Mercyful Fate sowie ihres Aussteigers wollte man Kapital schlagen und benannte die komplettierte Band in Fate um. Nach einem von EMI für gut befundenen Demo-Tape entstanden so zwei Alben, für ein drittes hatte Shermann (bei Fate verkürzt: Sherman) bereits an den Songs mitgewirkt, diese aber schon nicht mehr eingespielt. Grund für die Trennung war die wiedererweckte Lust an härterer Musik. Gemeinsam mit dem Gitarristen Michael Denner, der zuvor ebenfalls bei Mercyful Fate spielte, gründete Shermann die Band Zoser Mez, die 1991 ihr einziges Album Vizier of Wasteland veröffentlichte. Im Jahre 1993 kehrte Shermann zu Mercyful Fate zurück und gehört bis heute zur Bandbesetzung. Neben dieser Band gehört Shermann auch den Gruppen Force of Evil und Demonica an. Im Frühjahr 2012 vervollständigte er die Band Volbeat für deren Nordamerikatournee im Vorprogramm von Megadeth. Zusammen mit Mercyful-Fate-Gitarrist Michael Denner tat er dies auch auf dem Wacken Open Air 2012. Im Februar 2015 gaben Shermann und Denner bekannt, ein gemeinsames Projekt namens Denner/Shermann gegründet zu haben. Schlagzeuger der Band ist Snowy Shaw, der unter anderem für Sabaton und Dimmu Borgir aktiv war.

## Diskografie
| - 1980: 1980 - siehe Mercyful Fate#Diskografie - 1985: Fate - 1986: A Matter of Attitude - 1991: Vizier of Wasteland | - 1997: Mushroom Songs - 2004: Force of Evil - 2005: Black Empire - 2010: Demonstrous |